# Верхнеусинское (Красноярский край)
Верхнеусинское, Верхне-Усинское — село в Ермаковском районе Красноярского края. Административный центр Верхнеусинского сельсовета.

## География
Село Верхнеусинское расположено на левом берегу реки Ус в межгорной котловине Западного Саяна, между Куртушубинским и Араданским хребтами, на высоте 680 м над уровнем моря.
Село находится примерно в 120 километрах по прямой на юго-юго-восток от районного центра села Ермаковское в долине реки Ус.
В 1,5 км к северу от населённого пункта находится село с парным названием — Нижнеусинское.

## История
В 1862 году по течению реки Уса, впадавшей в Енисей, были основаны две деревни на расстоянии 3-4 версты — Нижне-Усинская и Верхне-Усинская, которые составляли отдельное Усинское сельское общество. Селения официально были признаны властями и приписаны к Шушенской волости.
30 декабря 1885 года был образован Усинский пограничный округ, а в селе Верхнеусинское находилась резиденция пограничного начальника, официального главы этого округа.
С началом строительства Усинского тракта, прошедшего через округ, поток переселенцев в Верхнеусинское увеличился.
К 1911 году в Верхнеусинском было уже 235 дворов с населением 2 660 человек.
В 1924—1956 годах был районный центром Усинского района.

## Население
| 1939 | 1989  | 2002  | 2010  |
| ---- | ----- | ----- | ----- |
| 3055 | ↘1616 | ↘1492 | ↘1393 |

## Известные люди
В селе родился российский легкоатлет Артём Екимов.

## Достопримечательности
- В настоящее время в селе восстанавливается разрушенный в 1929 году деревянный храм во имя святителя Николая Чудотворца.[7]
- В 90 км к западу от села находится Саяно-Шушенский государственный биосферный заповедник; село является ближайшим к заповеднику населённым пунктом края[8].